# Administración de Aviación Civil de China
La Administración de Aviación Civil de China (en chino simplificado: 中国民用航空总局; pinyin: Zhōngguó Mínyòng Hángkōng Zǒngjú) conocida generalmente como AACC es una administración bajo el control del Consejo de Estado de la República Popular China que organiza y controla el ámbito aeroespacial del país.
La AACC no comparte ninguna responsabilidad en el control del espacio aéreo chino con la Comisión Militar Central bajo las regulaciones del Código Civil Aeronáutico de China (中华人民共和国民用航空法). En sus inicios, esta administración también llevó a cabo el papel como aerolínea.
Además tiene como función supervisar investigar accidentes de aviación y es la encargada de llegar a acuerdos con otras autoridades de aviación.  La oficina central de la agencia se encuentra en Dongcheng District, Pekín.

## Historia
La AACC fue fundada el 2 de noviembre de 1949, justo después de que el partido comunista llegara al poder, para poder controlar y garantizar la seguridad del espacio aéreo y de los vuelos no-militares del país. Fue manejada en una primera instancia por la Fuerza Aérea del Ejército Popular de Liberación.
En 1963, China compra seis aviones Vickers Viscount de Gran Bretaña, seguido de cuatro Hawker Siddeley Trident de la Aerolínea Internacional de Pakistán. En agosto de 1971 la aerolínea compró seis Trident 2E directamente a Hawker Siddeley. Con la visita de Nixon a China en 1972, el país ordenó la compra de diez Boeing 707. En diciembre de 1973, se llevó a cabo el inesperado pasó de pedir un préstamo de 40 millones de dólares para la compra de 15 jets Tridents más. Durante los años 70 y 80, el avión ruso Ilyushin Il-62 sirvió para las rutas de largo alcance.
En 1980 el control de la aerolínea fue transferido al Consejo de Estado.
En 1987 la aerolínea fue dividida en distintas aerolíneas, cada una con el nombre de la región donde se situaba su hub. Desde entonces, AACC actúa solamente como una agencia del gobierno y no proporcionando vuelos comerciales.

## La AACC como una aerolínea
AACC comenzó a operar en vuelos domésticos en Ciudades de China en 1949.
En 1962, AACC dio el salto al servicio de vuelos internacionales, inicialmente a otros países del bloque comunista tales como la Unión Soviética, República Popular de Mongolia, Corea del Norte, Birmania, Bangladés, Vietnam del Norte y Camboya. A mediados de los años 80, la AACC había extendido los servicios hasta Estados Unidos, Europa y Australia, usando principalmente la aeronave fabricada por Boeing, mientras continuaba el uso de aviones soviéticos en rutas del Este de Europa.
El código de cliente Boeing de la AACC era J6, al cual estuvo unido hasta 1999.

### Separación
En 1987, las regulaciones aéreas impuestas separaron formalmente a la división de la AACC que se encargaba del control aéreo de la división que operaba los vuelos. Esta última división luego se dividiría en:
- Air China (heredó la designación de IATA y OACI de la original AACC)
- China Eastern Airlines
- China Southern Airlines
- China Northwest Airlines
- China Northern Airlines
- China Southwest Airlines

Todas ellas adoptaron sus nombres de acuerdo a la localización geográfica y área de operaciones de sus centros de conexión.
La librea usada por los aviones AACC se caracterizaban por la bandera nacional de China en la estabilizador vertical, con una franja azul y la versión China del logo de AACC.

## Detalles operacionales
Generales
- 274 rutas aéreas
- 33 vuelos internacionales a 28 ciudades en 23 países
- 229.000 kilómetros en rutas de cabotaje
- Más de 94.000 kilómetros de rutas internacionales
- Aproximadamente 50.000 empleados en la década del 80

Flota
Hasta agosto de 2006 la flota de la AACC incluye:
- 2 Antonov An-12  Unión Soviética
- 1 Antonov An-30  Unión Soviética
- 2 Boeing 737-300  Estados Unidos
- 1 Tupolev Tu-154M  Unión Soviética

Otros aviones que formaron parte de su flota con anterioridad:
- Airbus A310
- Antonov An-24 y Man Yunshu Y-7  Unión Soviética
- BAe 146
- Boeing 707  Estados Unidos
- Boeing 747  Estados Unidos
- Hawker Siddeley Trident 2E  Reino Unido
- Ilyushin Il-18  Unión Soviética
- Ilyushin Il-14  Unión Soviética
- Lockheed L-100 Hercules  Estados Unidos
- McDonnell Douglas MD-82
- Beechcraft B300 King Air 350  Estados Unidos
- Vickers Viscount  Reino Unido
- Yakovlev Yak-42

Incidentes graves
- El 26 de abril de 1982, un Hawker Siddeley Trident 2E de la AACC se estrelló en una montaña durante la aproximación a la ciudad de Guilin, matando a las 112 personas que iban a bordo.
- El 24 de diciembre del mismo año, un Il-18B de la AACC se incendió durante la aproximación a Cantón, acabando con la vida de 25 de los 69 pasajeros a bordo.[5]
- El 5 de mayo de 1983 un avión de la Administración de Aviación Civil China fue secuestrado y obligado a aterrizar en una base militar de EE. UU. en Corea del Sur. El incidente enmarcó la primera negociación entre China y Corea del Sur, cuyas relaciones diplomáticas no existían en ese tiempo.[6]
- El 14 de septiembre de 1983 un Hawker Siddeley Trident 2E de la AACC colisionó con un avión caza militar durante un despegue en Guilin. 11 personas a bordo murieron.[7]
- El 18 de enero de 1985, un An-24 de la Administración de Aviación Civil China se estrelló durante la aproximación a Jinan, matando a 38 de las 41 personas a bordo.[8]
- El 15 de diciembre de 1986, otro An-24 de la AACC se estrelló mientras aproximaba a Lanzhou, terminando con la vida de 6 de las 37 personas a bordo.[9]
- El 16 de junio de 1987, un Boeing 737-2T4 B-2514 colisionó con un Shenyang J-6 en el aeropuerto de Fuzhou Airport. El piloto de la aeronave J-6 falleció, mientras que el Boeing 737 consiguió tomar contacto a tierra de forma segura.[10]
- El 31 de agosto de 1988, un Hawker Siddeley Trident 2E golpeó las luces de aproximación en el Aeropuerto Internacional de Kai Tak, colisionando en la pista con la parte derecha del tren de aterrizaje. Esto provocó que el avión deslizara por la pista de aterrizaje, llevándose la vida de 7 de los 89 ocupantes. Aunque la causa no haya sido determinada aún, se baraja que el viento cruzado pudo ser un factor.
- El 16 de diciembre de 1989, un Boeing 747-200BM fue secuestrado mientras volaba la ruta Pekín-Shanghái-San Francisco-Nueva York. El objetivo era el Aerpopuerto Internacional de Gimpo en Seúl, Corea del Sur, pero después de que las autoridades surcoreanas rechazarán el permiso de aterrizaje, la aeronave aterrizó en Aeropuerto de Fukuoka, Japón. El secuestrador fue herido después de ser empujado fuera de la aeronave y fue arrestado por las autoridades japonesas. El resto de pasajeros y tripulación resultaron ilesos, y el avión volvió a Pekín días más tarde.[11]

## Universidades afiliadas
- Universidad de Aviación Civil de China (CAUC) en Taijin.
- Universidad de Vuelo de Aviación Civil de China (CAFUC) en Sichuan.